# Kristina Gadschiew
Kristina Gadschiew (russisch Кристина Гаджиева; * 3. Juli 1984 in Wassiljewka, Kirgisische SSR, Sowjetunion) ist eine ehemalige deutsche Stabhochspringerin russischer Herkunft.

## Berufsweg
Gadschiew machte 2004 ihr Abitur und studierte anschließend Chemie als Lehramt an der Universität des Saarlands in Saarbrücken. 2006 wechselte sie an die TU Kaiserslautern, wo sie als Zweitfach Sportwissenschaft hinzunahm. 2014 schloss sie ihr Studium erfolgreich ab und arbeitete anschließend als Aushilfslehrerin.

## Sportliche Karriere
Die seit 2000 für das LAZ Zweibrücken startende Gadschiew wurde 2007 erstmals U23-Länderkampfsiegerin in Stettin. Bei den Deutschen Meisterschaften 2007 in Erfurt wurde sie Vierte. Kurz darauf gewann sie bei der Sommer-Universiade 2007 in Bangkok die Silbermedaille. 2008 wurde sie in Ohrdruf Süddeutsche Meisterin. 2008 konnte sie in Hanau den Vizemeister-Titel erringen. Bei den Deutschen Hallenmeisterschaften 2009 in Leipzig gewann sie mit 4,50 m die Bronzemedaille. Bei den Deutschen Meisterschaften 2009 in Ulm gewann Gadschiew Silber und wurde im selben Jahr Deutsche Hochschulmeisterin. Bei den Halleneuropameisterschaften 2009 in Turin wurde sie am Ende Fünfte. Bei den Weltmeisterschaften 2009 in Berlin übersprang sie 4,40 m und wurde damit am Ende Zehnte.
Bei den Deutschen Hallenmeisterschaften 2010 in Karlsruhe übersprang sie 4,60 m und wurde Zweite hinter der höhengleichen Carolin Hingst, die jedoch einen Versuch weniger benötigte. Bei den Hallenweltmeisterschaften kurz danach wurde sie Siebte. Auch im Freien meisterte sie diese Höhe 2010 und verbesserte ihre Bestleistung aus 2009 von 4,58 m um zwei Zentimeter. Weiter verbessert zeigte sie sich in der Wintersaison 2010/2011. Bei den rheinland-pfälzischen Hallenmeisterschaften in Ludwigshafen meisterte sie 4,61 m. Sie bestätigte diese Leistung als Dritte bei Silke Spiegelburgs Rekordsprung über 4,76 m beim Hallenmeeting in Karlsruhe und ließ im Februar beim Meetingrekord in Potsdam 4,66 m folgen. Bei den Halleneuropameisterschaften 2011 in Paris erzielte Gadschiew ihren bis dahin größten Erfolg und gewann die Bronzemedaille. Bei den Weltmeisterschaften in Daegu wurde sie mit 4,65 m Neunte.
2012 wurde Gadschiew bei den Hallenweltmeisterschaften in Istanbul Zwölfte. Im Jahr darauf gewann sie in Dortmund erstmals die Deutsche Hallenmeisterschaft. Bei den Halleneuropameisterschaften eine Woche später in Göteborg wurde sie Siebte. Sie qualifizierte sich wieder für die Weltmeisterschaften 2013 und schloss den Wettkampf auf Platz zehn ab.
Im Juni 2014 zog sie sich einen Achillessehnenriss zu, kam 2016 nicht in Olympiaform und gab das 2012 beschlossene Karriereende im Sommer 2016 bekannt.
Trainiert wurde Gadschiew von Andrei Tivontchik.

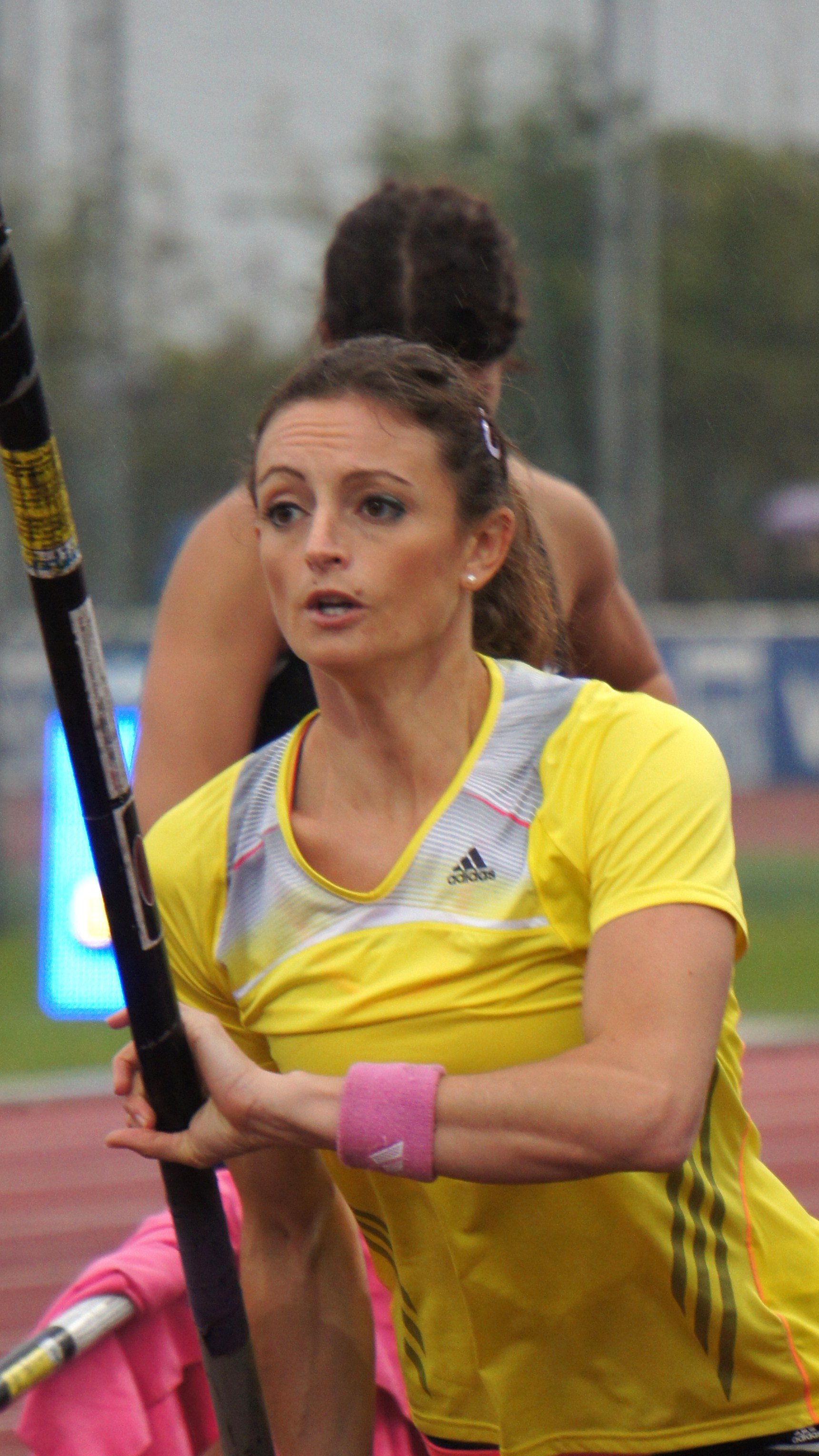
In Reims (2010)
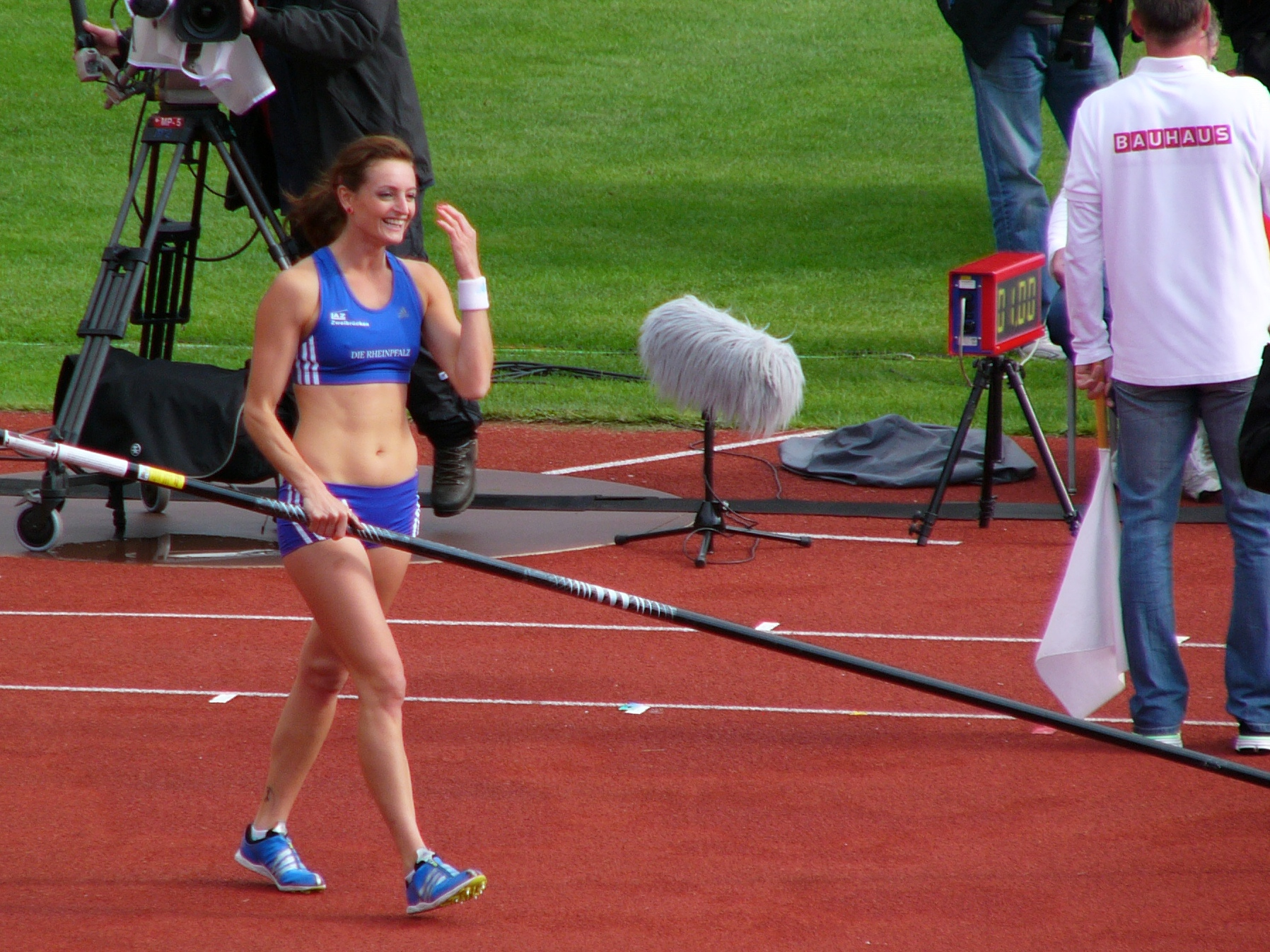
In Kassel (DM 2011)
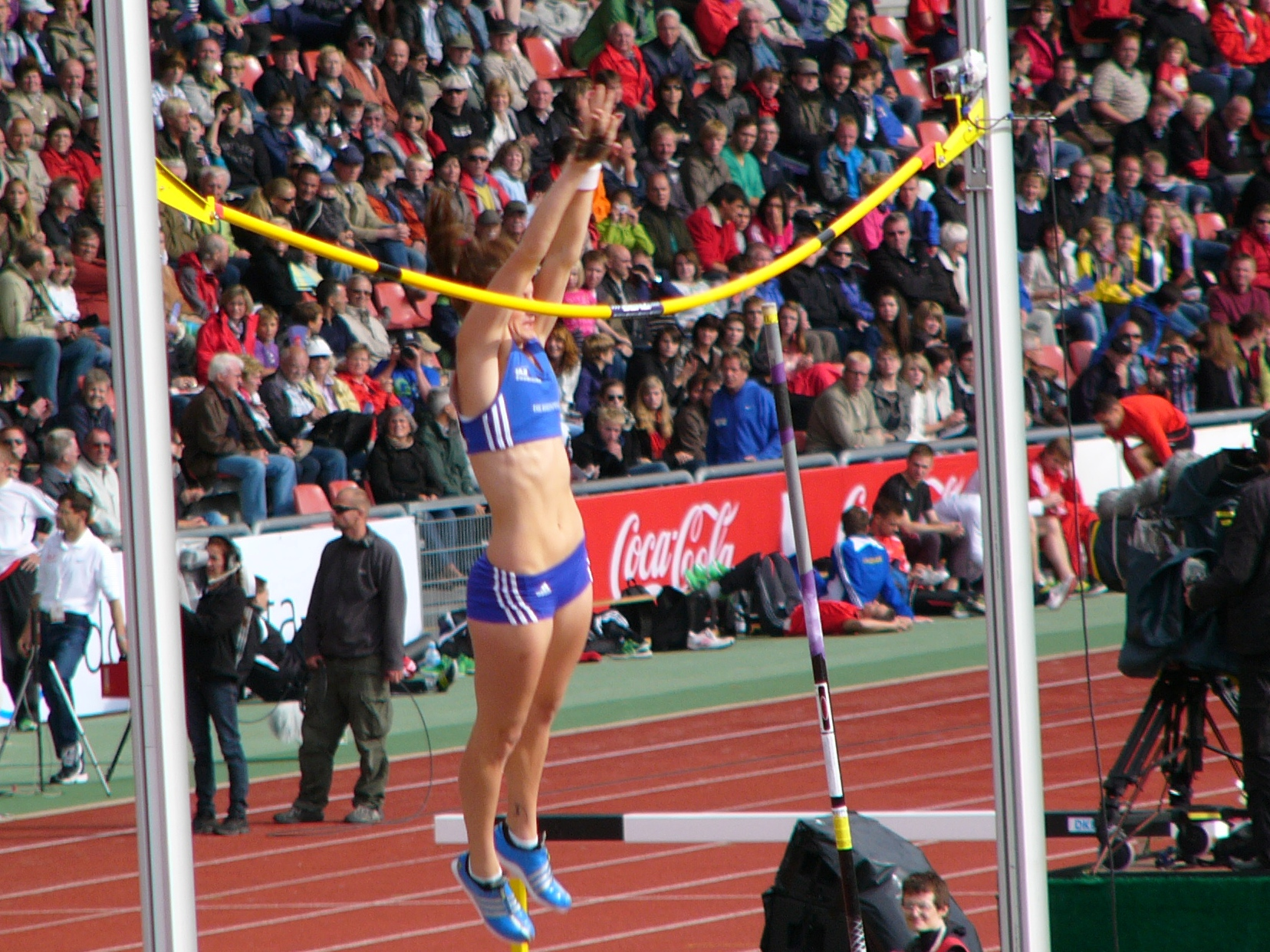
In Kassel (DM 2011)